# Selam Berlin
Selam Berlin (dt. Sei gegrüßt, Berlin) ist der im Jahre 2003 im Diogenes Verlag erschienene Debütroman der türkischstämmigen Autorin Yadé Kara, der 2004 mit dem Deutschen Bücherpreis ausgezeichnet wurde. Er wurde als Wenderoman gedeutet.

## Inhalt
Das Leben des neunzehnjährigen Türken Hasan Kazan befindet sich ebenso im Umbruch wie die Stadt, in der er seine Kindheit verbrachte – Berlin. Nach jahrelanger Pendelei mit seiner Familie zwischen Istanbul und Berlin kehrt Hasan am 9. November 1989, dem Tag der Wende, Istanbul den Rücken und geht zurück nach Berlin. Zuvor hat er auf einer deutschen Schule in Istanbul sein Abitur bestanden. Doch für ihn ist Berlin seine wahre Heimat. Hier sucht er nun nach einer Wohnung, nach Arbeit, nach der großen, ehrlichen Liebe und nach sich selbst. Hasan beschreibt seine Erlebnisse unmittelbar nach dem Fall der Mauer: seine Gefühle, die einschneidenden Veränderungen und Auswirkungen, die die deutsche Wiedervereinigung mit sich bringt, und wie seine Familie und er selbst mit der veränderten Situation zurechtkommt. Die Familie lebt in Berlin-Kreuzberg, wo Hasans Vater gemeinsam mit seinem Onkel Halim bereits seit einigen Jahren ein kleines Reisebüro betreibt. Nebenbei führt das Familienoberhaupt jedoch eine geheime Beziehung zu einer ostdeutschen Frau, die nach der Wende plötzlich im Westen auftaucht und das Familienleben zerstört. Hasan führt ein lockeres Leben und lässt sich durch die Stadt treiben. Mal hat er hier ein Mädchen, mal dort. Zunächst möchte er Archäologie studieren, doch schnell gerät er in die ‚coole’ Szene der Filmemacher und Möchtegern-Stars.

## Pflichtlektüre
Das mit dem Deutschen Bücherpreis prämierte Erstlingsbuch von Yadé Karas gehörte 2010/2011 in Niedersachsen zur Pflichtlektüre in den zehnten Klassen der Integrierten Gesamtschulen, was bei einigen Pädagogen, etwa wegen der Jugendsprache und des Szenenjargons, auf Bedenken stieß.

### Ausgaben
- Selam Berlin [Roman], Diogenes, Zürich 2003, ISBN 978-3-257-06335-6, als Diogenes-Taschenbuch 23391, Zürich 2001, ISBN 978-3-257-23391-9.
  - türkisch: Selam Berlin (Übersetzt von Nafer Ermiş); İnkılâp, Istanbul 2004, ISBN 975-10-2249-5

### Sekundärliteratur
- Nico Elste: „Mann, Ehre, Waffe – Hesse, Hitler, Holocaust“. Die Desillusionierung kultureller Idealismen in Yadé Karas „Selam Berlin“. In: Orth / Lüdeker (Hrsg.): Nach-Wende-Narrationen. Das wiedervereinigte Deutschland im Spiegel von Literatur und Film. V&R Unipress, Göttingen 2010. ISBN 978-3-89971-655-9. S. 73–83
- Petra Fachinger: Yadé Kara’s „Selam Berlin“. In: Stuart Taberner (Hrsg.): The novel in German since 1990. Cambridge University Press, Cambridge 2011. ISBN 0-521-19237-4. S. 241–251
- Laura Peters: Stadttext und Selbstbild. Berliner Autoren der Postmigration nach 1989. Winter, Heidelberg 2012. ISBN 978-3-8253-6004-7. S. 104–114
- Dalia Aboul Fotouh Salama: Die literarische Darstellung einer deutsch-türkischen Erfahrung des Berliner Mauerfalls anhand von Yadé Karas Roman „Selam Berlin“. In: Ernest W. B. Lüttich (Hrsg.): Metropolen als Ort der Begegnung und Isolation. Interkulturelle Perspektiven auf den urbanen Raum als Sujet in Literatur und Film. Lang, Frankfurt am Main 2011. ISBN 978-3-631-61146-3. S. 239–256